# 사무카와정
사무카와정(일본어: 寒川町)은 일본 가나가와현 고자군의 정으로 사가미만과 접한다.

## 역사
사무카와촌은 1889년에 성립되었다. 1921년에 지가사키역에서의 사가미선이 개통되었다. 1지선이 사무카와부터 서쪽까지 연장되어 있었다가 이미 없다. 주택과 산업의 개발과 사무카와의 인구 증가를 이끌었고 1940년에 사무카와정으로 승격하게 된다. 일본제국 해군의 사가미 공창이 2차 대전이 끝날 때까지 사무카와에 위치해 있었다. 2002년에 예전의 부지에 묻혀 있던 많은 양의 유황 겨자가 발견되었다.

## 인구
| 연도 | 인구   | ±%     |
| ---- | ------ | ------ |
| 1920 | 5,364  | —      |
| 1930 | 5,948  | +10.9% |
| 1940 | 6,772  | +13.9% |
| 1950 | 11,206 | +65.5% |
| 1960 | 11,564 | +3.2%  |
| 1970 | 22,946 | +98.4% |
| 1980 | 36,417 | +58.7% |
| 1990 | 44,532 | +22.3% |
| 2000 | 46,369 | +4.1%  |
| 2010 | 47,671 | +2.8%  |

## 교통

### 철도
- 동일본 여객철도
  - 사가미선: 사무카와역 - 미야야마역 - 구라미역

### 버스
- 가나가와 중앙교통 · 가나가와 중앙교통 서쪽
- 상철 버스 (사무역 - 에비역 사이 노선을 가나가와 중앙교통 서쪽과 공동운행)
- 사무카와정 커뮤니티 버스

### 도로
- 가나가와현도 44호 이세 후지사와선
- 가나가와현도 45호 마리코 중산 사키선 (중원 가도)
- 가나가와현도 46호 사가미하라 사키선
- 가나가와현도 47호 후지사와 히라선